# 田中通義
田中 通義（たなか みちよし、1938年1月13日 - ）は、日本の物理学者。電子回折専攻。東北大学名誉教授。元国際結晶学連合 (IUCr) 副会長。元日本結晶学会会長。元日本電子顕微鏡学会会長。フンボルト賞等受賞。

## 人物・経歴
東京都生まれ。1958年東京工業大学理学部物理学科卒業。1965年東京工業大学大学院理学研究科物理学専攻博士課程修了、理学博士、東京工業大学理学部助手。1968年東北大学理学部助教授。1970年フリッツ・ハーバー研究所客員研究員。1981年科学計測振興会賞受賞。1989年東北大学科学計測研究所教授。1996年東北大学評議員、日本結晶学会会長。1997年東北大学科学計測研究所所長、日本電子顕微鏡学会会長。1999年国際結晶学連合 (IUCr) 副会長。
2000年アレクサンダー・フォン・フンボルト財団研究賞受賞。2001年東北大学名誉教授、日本電子技術顧問。2002年東北大学多元物質科学研究所研究顧問、インテリジェントコスモスコーディネーター。同年日本結晶学会学会西川賞受賞。2004年フンボルト賞受賞。同年科学技術振興機構戦略的創造研究推進事業研究総括、風戸研究奨励財団理事長。2005年科学計測振興財団理事。2014年国際結晶学連合Gjonnes medal受賞。電子回折専攻。

## 著書
- 『やさしい電子回折と初等結晶学 : 電子回折図形の指数付け』（寺内正己, 津田健治と共著）共立出版 1997年
- 『透過電子顕微鏡用語辞典』（出井哲彦と共著）工業調査会 2005年